# Приправлена сіль
Приправлена сіль (англ. seasoned salt), також сіль з приправами, сіль з прянощами — суміш кухонної солі, ароматичних трав, спецій, інших ароматизаторів, іноді з додаванням глутамату натрію. Найпопулярніша в американській кухні. Стандартна приправа до курки, картоплі фрі, смажених у фритюрі морепродуктів.

## Сполучені Штати Америки

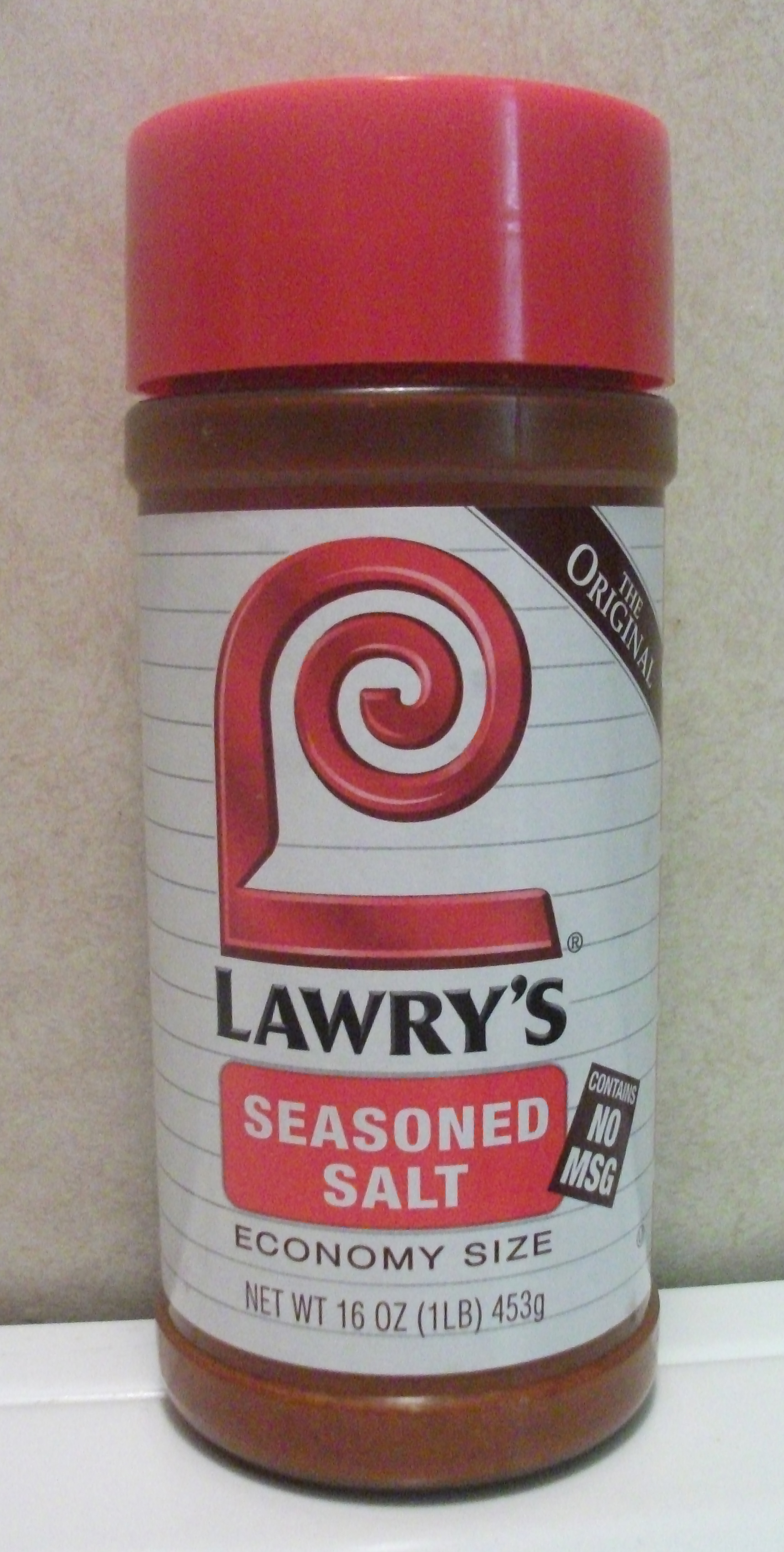
Lawry's — найпоширеніша марка приправленої солі у США

Щорічно у США продають приправленої солі на 100 млн доларів США. За даними Федеральної торгової комісії США, 80 % цього ринку становлять два бренди:
Lawry's — найстаріша і найпоширеніша марка приправленої солі в США. Розроблена в 1930-х роках для приправлення стейків.
Morton Season-all — друга за ринковою часткою приправлена сіль у США.

### Каджунськата креольська приправа
У Луїзіані та прилеглих штатах багато компаній виробляють приправи для каджунської та креольської кухні. Це пряна суміш цибульного порошку, часникового порошку, перцю, орегано або чебрецю, солі, перцю та порошку чилі. Бренди: Tony Chachere's, Zatarain's та Paul Prudhomme.

### Old Bay
Old Bay — це приправлена сіль на основі селери, яку зазвичай використовують для приготування морепродуктів.

## Велика Британія

### Chip spice
Винайдено в 1970-х роках в англійському місті Халл, за твердженням творців, їх надихнули американські приправи. У 1970-х роках Chip spice у Сполученому Королівстві представила в Кінгстон-апон-Галлі компанія Spice Blender. В основі рецепта лежить американська пряна сіль, що містить паприку.

## Австралія

### Chicken salt
«Курячу сіль» винайшов у 1970-х роках Пітер Брінкворт із Голера (Південна Австралія), як приправу для курки на грилі. Нині її широко використовують для приготування гарячих чипсів (які у США називають «картопля фрі»).
Перший рецепт курячої солі складався з цибульного порошку, часникового порошку, солі селери, паприки, курячого бульйону та глутамату натрію з невеликою кількістю порошку каррі. Є версії курячої солі з курячим смаком, а також веганські версії.